# Victoria Reyes-García
Victoria E. Reyes-García (Barcelona, 1971) és una antropòloga i investigadora ICREA, a l'Institut de Ciència i Tecnologia Ambientals a la Universitat Autònoma de Barcelona.